# Good Thinking Society
De Good Thinking Society (GTS) is een Britse non-profitorganisatie die wetenschappelijk skepticisme bevordert. De GTS werd in september 2012 gesticht door Simon Singh.

## Activiteiten

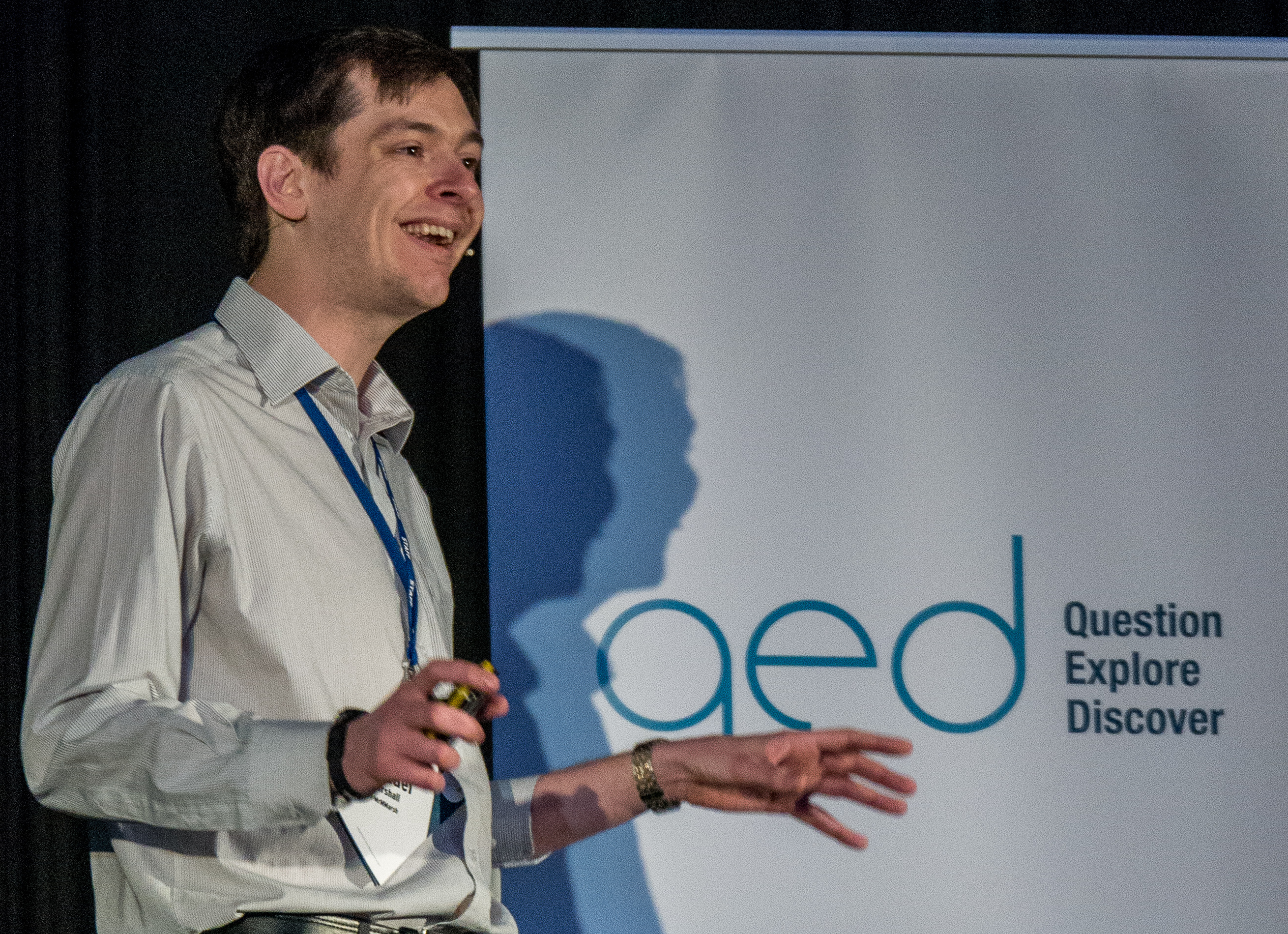
Michael Marshall spreekt over GTS' homeopathiecampagne bij QED 2015.

De GTS streeft ernaar om bewustzijn te creëren over skeptische projecten en deze te financieren.
Tijdens de World Homeopathy Awareness Week 2014 lanceerde de Good Thinking Society een website op homeopathyawarenessweek.org met als doel het uitdragen van een wetenschappelijk perspectief op homeopathie. Ze hielden ook een Psychic Awareness Month in oktober 2014, waarbij er onder meer folders werden uitgedeeld aan toeschouwers voorafgaand aan mediumshows in het Verenigd Koninkrijk. In april 2015 dreigde de organisatie de Liverpoolse Clinical Commissioning Group (lokale afdeling gezondheidszorg) voor de rechter te slepen vanwege de £30.000 die zij jaarlijks aan homeopathie uitgeeft, want, zo zei Singh: "Homeopathische behandelingen die door de National Health Service worden betaald, zijn een verspilling van essentiële middelen die beter besteed kunnen worden aan behandelingen die evidence-based en effectief zijn".
In juni 2015 meldde de Daily Mirror dat projectdirector Michael Marshall een opmerkelijk product had onderzocht van Freeman's, een apotheek die leverancier is van de NHS en onder andere "homeopathische uil" verkoopt, blijkbaar bedoeld voor mensen met slaapproblemen of die "de karaktertrekken van [een uil] aannemen". Marshall merkte op: "Jaarlijks wordt er [door de NHS] £3-5 miljoen uitgegeven [aan homeopathische producten] en het is volkomen waardeloos. Er wordt mensen verteld dat het werkt, terwijl daar helemaal geen bewijs voor is."
In mei 2015 bemachtigde de GTS filmmateriaal van het Spirit of Health Congress, waar volgens Marshall beweringen over gezondheid werden gedaan die 'illegaal leken te zijn en ernstige schade zouden kunnen veroorzaken': "De gevaarlijke misinformatie tijdens het Spirit of Health-evenement is schokkend, vooral met betrekking tot ernstige toestanden als kanker."
In september 2015 toonde Marshall aan hoe de Amerikaanse televangelist en zelfverklaarde profeet en gebedsgenezer Peter Popoff –eerder ontmaskerd door James Randi– trachtte mensen over te halen om hem geld op te sturen met beloftes van "ongelofelijk extreem geluk/fortuin" (fortune) en "wonderen". Bovendien filmde GTS tijdens een recente bijeenkomst in Londen hoe Popoff zogenaamd een vrouw, 'die zei dat haar hele lijf gemarteld werd door pijn,' 'genas', maar die volgens Marshall en zijn collega in het publiek kan zijn geplaatst als lid van Popoffs team, omdat ze haar ook pennen en enquêtes hadden zien uitdelen aan het begin van de avond en stilletjes de zaal verliet kort na het vermeende wonder.
Nadat de GTS met juridische stappen had gedreigd, zei de Britse regering in november 2015 dat het Ministerie van Volksgezondheid in 2016 een consultatie te houden over de vraag of homeopathische behandelwijzen op de "zwarte lijst" van de NHS moeten komen te staan. Deze zwarte lijst (officieel "Schedule 1 of the National Health Service (General Medical Services Contracts) (Prescription of Drugs etc.) Regulations 2004") beschrijft medicijnen die niet door de NHS dienen te worden voorgeschreven.

## Prijzen
De GTS reikt verscheidene prijzen uit waaronder de Golden Duck award (Gouden Eendprijs), die wordt geschonken voor 'levenswerk in de kwakzalverij. Deze prijs is in 2012 gegeven aan Andrew Wakefield omdat die volgens GTS de misvatting dat vaccinatie autisme veroorzaakt, schiep en tracht levend te houden. De GTS reikte in 2012 ook een gezamenlijke Science Blog Prize (Wetenschapsblogprijs) uit aan Suzi Gage en David Colquhoun. De juryleden, waaronder Ben Goldacre en Mark Henderson, kozen uit meer dan 100 genomineerden.